# Bugat
Pour les articles homonymes, voir Bugat.
Bugat (mongol : ᠪᠤᠭᠤᠲᠤ
ᠰᠤᠮᠤ, cyrillique : Бугат сум, MNS : Bugat sum) est un sum du aïmag de Bayan-Ölgii, à l’extrémité Ouest de la Mongolie, principalement peuplée de Kazakhs.